# Alamo (Kalifornien)
Alamo ist ein für Statistikzwecke definiertes Siedlungsgebiet (census-designated place) im Contra Costa County im US-Bundesstaat Kalifornien. Das U.S. Census Bureau hat bei der Volkszählung 2020 eine Einwohnerzahl von 15.314 ermittelt.
Die Siedlung liegt östlich der Bucht von San Francisco im grob von Südost nach Nordwest verlaufenden San Ramon Valley auf 78 m Meereshöhe. Das Tal erstreckt sich zwischen dem Mount Diablo im Osten und der Las Trampas Ridge im Westen. Alamo liegt am San Ramon Creek zwischen den Ortschaften Danville oberhalb und Walnut Creek unterhalb. Alamo und das San Ramon Valley werden durch den Interstate Highway 680 erschlossen.

## Geschichte
Das Gebiet gehörte 1833 zum sogenannten Rancho San Ramon-Land grant, in dem Mariano Castro und sein Onkel Bartolo Pacheco das heutige Alamo, das benachbarte Danville und umliegende Ländereien von der damals noch zu Mexiko gehörenden kalifornischen Verwaltung überschrieben bekamen. 1843 ging der Ort des späteren Alamo auf die Brüder Inocencio und Jose Romero über, der Eigentumswechsel wurde aber nicht ausreichend dokumentiert, so dass er nach der Annexion Kaliforniens durch die Vereinigten Staaten nach dem Mexikanisch-Amerikanischen Krieg von 1846–1848 nicht anerkannt wurde.
Die amerikanischen Pioniere Mary Ann und John Jones kamen schon 1847 durch das Tal und ließen sich 1851 dort nieder. Weitere amerikanische Siedler gründeten kleine Landwirtschaften und bereits 1852 wurde ein Postamt unter dem Namen Alamo, dem spanischen Wort für Pappeln nach den Bäumen im Tal, eingerichtet, das von John Jones geleitet wurde. Die wirtschaftliche Grundlage des Tales war neben der Rinderhaltung insbesondere der Obstanbau. 1873 wurde die erste Walnuss-Plantage angelegt. Diese Frucht prägt noch heute die Landwirtschaft im zentralen Contra Costa County.

## Alamo heute
Eine nennenswerte Entwicklung der Region trat erst nach dem Zweiten Weltkrieg ein. Alamo und das ganze Contra Costa County wuchsen ab den 1960er Jahren zusammen mit dem Aufstieg der Bay Area weiter westlich und des Silicon Valley im Süden. Von 1.791 Einwohnern im Jahr 1960 stieg die Bevölkerung bis 2000 auf 15.626. Erst nach der Jahrtausendwende nahm die Bevölkerung wieder etwas ab, auf 14.570 beim US Census 2010. Heute ist Alamo ein Villenviertel mit großzügigen Grundstücksgrößen und gehört zum Einzugsgebiet des Silicon Valleys. Die Bewohner haben weit überdurchschnittlich Leitungsfunktionen, 63,5 % geben an, in Management, business, science, and arts occupations beschäftigt zu sein. Der Median des Haushaltseinkommens liegt bei 147.746 $ (2010), annähernd das dreifache gegenüber den gesamten Vereinigten Staaten (51.914 $). Die Bevölkerung weist auch einen weit überdurchschnittlichen Bildungsgrad auf, über 40 % haben einen College-Abschluss.